# 1188

## Esdeveniments
Països Catalans
- Alta hostilitat d'Arnau de Castellbò contra la mitra d'Urgell[1]

Resta del món
- Lluites entre Saladí i els hospitalaris a Síria
- Alfons IX de Castella regna sobre Lleó
- Creació de la universitat de Bolonya

## Naixements
Països Catalans
Resta del món

## Necrològiques
Països Catalans
Resta del món
- Novembre/desembre, Sanaa: Muhammad ibn Tahir ibn Ibrahim al-Harithi, lloctinent ismaïlita del Iemen.